# 扎日乡 (隆子县)

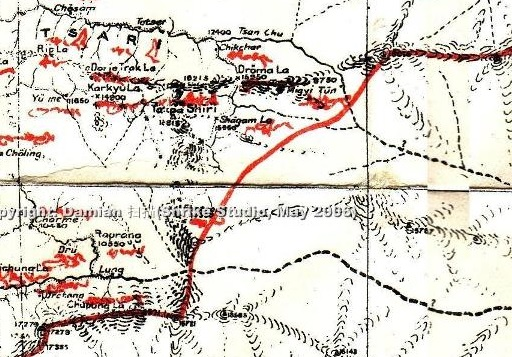
扎日乡附近的麦克马洪线

|  |

扎日乡（藏語：རྩ་རི，威利转写：rtsa ri），是中华人民共和国西藏自治区山南市隆子县下辖的一个乡镇级行政单位。面积850平方千米。扎日乡，隶属西藏自治区山南市隆子县，隆子县下辖乡。扎日乡辖曲桑村、庄那村、桑巴东村共3个行政村委员会，有13个自然村。扎日乡因境内北边的扎日神山而得乡名，藏语“扎日”即圣山。位于隆子县境东北部，距隆子县城区220公里，总人口603人。全乡以农业为主，种植青稞、小麦、豌豆、油菜。主要风景名胜区是扎日神山和扎日沟。乡政府驻桑巴东村马及墩。
12世纪时，藏传佛教噶举派高僧藏巴嘉热·益西多吉到扎日神山修行，认为这一带是欢喜佛的宫殿，也是佛乐胜境，此后开始有了朝拜神山的活动，形成猴年转山的风俗。扎日山主峰海拔5722米。在藏传佛教的史籍和传说中，扎日神山被奉为二十四大名山之一，是藏传佛教中的“胜乐金刚宫”。莲花生、宗喀巴、杰瓦果仓巴等许多圣者曾在此修行。另藏历猴年四月七日是佛祖诞辰日，因此藏民会在藏历猴年转扎日神山，与马年转冈底斯山、羊年转羊卓雍错一样，已经成为藏族地区的传统，历代相传。藏民认为，猴年转扎日神山可让今生逢凶化吉，死后魂归极乐，来世重获人身或修成正果。扎日转山分为内转和外转，由于中印在这一地区的对峙，最后一次完整的外转已经是1956年的事了。

## 行政区划
扎日乡下辖以下地区：
曲桑村、仲那村和桑巴东村。
2020年，中国在朗久争议领土附近的位置建造了一个珞瓦新村。